# Xiphister
Xiphister är ett släkte av fiskar. Xiphister ingår i familjen taggryggade fiskar.
Kladogram enligt Catalogue of Life:
| Xiphister | \| \| Xiphister atropurpureus \| \| \| \| \| \| Xiphister mucosus \| \| \| \| |
|           | \| \| Xiphister atropurpureus \| \| \| \| \| \| Xiphister mucosus \| \| \| \| |
|           | Xiphister atropurpureus                                                       |
|           |                                                                               |
|           | Xiphister mucosus                                                             |
|           |                                                                               |